# Cúp bóng đá Togo
Cúp bóng đá Togo là giải đấu bóng đá loại trực tiếp cao nhất của Togo.

## Đội vô địch

### Trước độc lập
- 1955: Essor (Lomé)
- 1956: Etoile Filante de Lomé
- 1958: Etoile Filante de Lomé

### Sau độc lập
- 1961: Etoile Filante de Lomé

Không rõ đội vô địch từ 1962 đến 1973
- 1974: Omnisports (Atakpamé)
- 1975: ASKO Kara (Kara)
- 1976: ASKO Kara (Kara)
- 1977: Edan (Lomé)
- 1978:  Không tổ chức
- 1979: OC Agaza (Lomé)
- 1980: AC Semassi F.C. (Sokodé)
- 1981: OC Agaza (Lomé) 1-0 Aiglons (Lomé)
- 1982: AC Semassi F.C. (Sokodé) 1-0 OC Agaza (Lomé)
- 1983:  Không tổ chức
- 1984: OC Agaza (Lomé) 0-0 (3 t.a.b. à 0) ASFOSA (Lomé)
- 1985: Foadan FC (Dapaong) 1-0 Doumbé FC (Sansanné-Mango)
- 1986: Entente 2 (Lomé) 2-0 ASKO Kara (Kara)
- 1987: ASKO Kara (Kara) 2-1 AC Semassi FC (Sokodé)
- 1988: OC Agaza (Lomé) 1-0 Ifodje Atakpamé (Atakpamé)
- 1989: Entente 2 (Lomé) 1-0 Aiglons (Lomé)
- 1990: AC Semassi F.C. (Sokodé) 2-1 Entente 2 (Lomé)

Không tổ chức từ 1991 đến 1993
- 1994: Etoile Filante de Lomé 3-2 OC Agaza (Lomé)
- 1995: ASKO Kara (Kara) 1-0 AC Semassi FC (Sokodé)
- 1996: Doumbé F.C. (Sansanné-Mango) 2-1 Etoile Filante de Lomé

Không tổ chức từ 1997 đến 1998
- 1999: OC Agaza (Lomé) 1-0 Entente 2 (Lomé)
- 2000: unknown winner
- 2001: Dynamic Togolais (Lomé) 3-0 Sara (Bafilo)
- 2002: Dynamic Togolais (Lomé) 2-0 Doumbé FC (Sansanné-Mango)
- 2003: Maranatha F.C. (Fiokpo)
- 2004: AS Douane (Lomé) 2-1 Foadan FC (Dapaong)
- 2005: Dynamic Togolais (Lomé) 1-0 OC Agaza (Lomé)
- 2006: AS Togo-Port (Lomé) 1-1 (5 t.a.b à 4) ASKO Kara

Coupe de l'Indépendance
- 2016: US Koroki (Tchamba) 1-1 AS Togo-Port (Lomé) [5-3 pen]
- 2017: AS Togo-Port (Lomé) 3-0 Maranatha F.C. (Fiokpo)